# Festuca trichovagina
Festuca trichovagina är en gräsart som beskrevs av F.Z.Li. Festuca trichovagina ingår i släktet svinglar, och familjen gräs. Inga underarter finns listade i Catalogue of Life.